# Poker

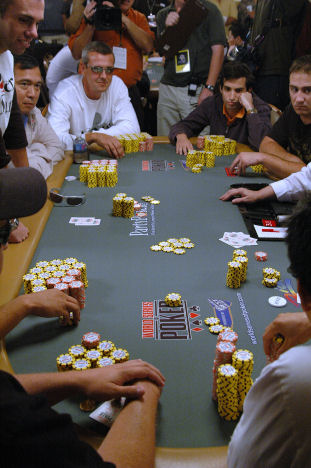

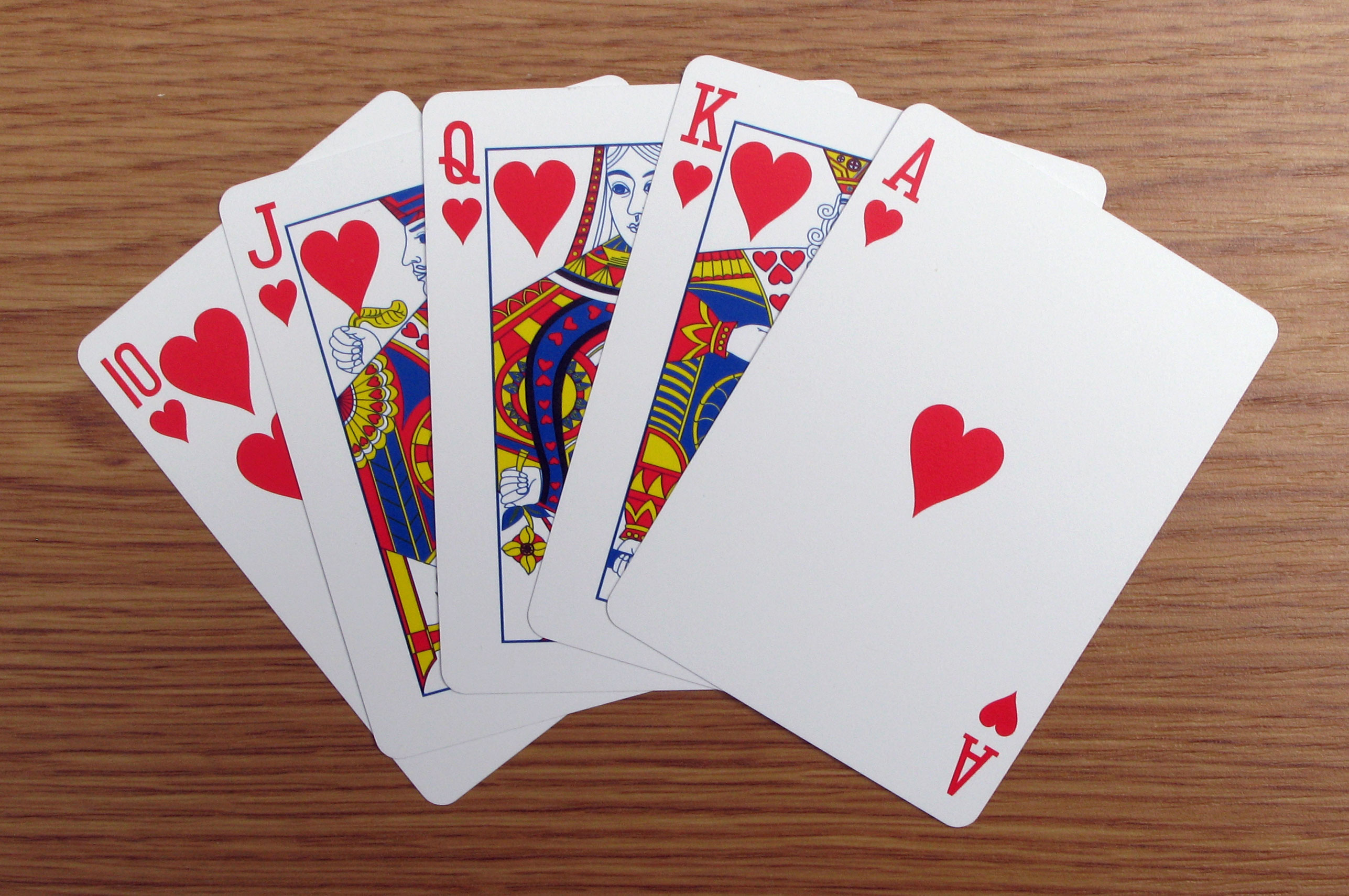
královská postupka (royal flush)

Poker (čti pokr) je karetní hra pro 2 až 10 hráčů. Poker se vyvinul v USA, kde ve 20. století získal svoji konečnou podobu. Základní typ pokeru je draw poker, u kterého se při rozdávání neukazuje nic a od kterého je odvozena řada nejrůznějších variant. Další variantou je stud poker, při kterém se během rozdávání ukazuje část karet. Ale dnes se hrají hlavně community card pokers, především Texas hold'em no limit, protože na rozdíl od draw pokeru, kde se sází jen 2×, se zde sází 4×, takže je více strategický.
Hraje se zpravidla s francouzskými kartami (52 listů – kříže, káry, srdce a piky). Cílem hry je vybudovat jednu z mnoha herních kombinací. Ty rozhodují o ztrátě či zisku. Ve hře však nerozhoduje pouze kvalita kombinace listů, které má hráč v ruce. Rozhoduje také taktika.

## Historie
Úplně prvním předchůdcem pokeru byla zřejmě perská karetní hra as nas. Hrála se s 25 kartami pěti různých barev. As nas se od Peršanů naučili francouzští námořníci a dovezli ho do Evropy. Z as nasu se pak vyvinuly hry, které daly pokeru jméno. Německá Pochspiel a francouzská poque se hrály shodně s 25 kartami. Poque pak pronikla do tehdejších francouzských kolonií v Americe, hlavně do Louisiany. Přejali ji i místní anglicky mluvící osadníci a okolo roku 1800 vzniká slovo „poker“.
První písemná zmínka o pokeru se nachází v knize Joe Cowella Strasti a slasti hazardu z roku 1829. Cowell ho popisuje jako hru čtyř hráčů s dvacetikaretním balíčkem. V polovině devatenáctého století se už poker hraje s 52 kartami a objevují se dodnes hrané varianty 5-card stud a 5-card draw.
Ve dvacátých letech dvacátého století se poprvé objevuje varianta Texas hold'em, ve které je hráčům rozdáno po dvou kartách a pět karet mají společných. Pro svou zábavnost a komplexnost získal Texas Hold'em rychle na oblibě a dnes se jedná o nejhranější pokerovou variantu. V roce 1970 se v Las Vegas konal první ročník World Series of Poker (WSOP). Světová pokerová série se postupně rozrostla a stala se nejslavnější a nejprestižnější pokerovou turnajovou sérií a vítěz hlavního turnaje je považován za světového šampiona. Okolo roku 2000 vznikají i další velké pokerové série jako World Poker Tour (WPT), European Poker Tour (EPT) nebo Aussie Millions. Ve stejné době dochází také k velkému rozmachu online pokeru.

## Výherní kombinace
- high card – vysoká karta (karta nejvyšší hodnoty)
- one pair – jeden pár
- two pair – dva páry
- three of a kind – trojice stejné hodnoty
- straight – postupka (pět karet v řadě v různých barvách)
- flush – barva (pět karet stejné barvy)
- full house – trojice a dvojice stejných hodnot
- four of a kind – čtveřice stejné hodnoty (někdy také „poker“)
- straight flush – čistá postupka (pět karet v řadě a ve stejné barvě)
- royal flush – královská postupka (10, J, Q, K, A v jedné barvě)

## Verze pokeru
Hráči pokeru si poker průběžně upravují – existuje více než 1 000 druhů pokeru. Nejhranější druh pokeru, Texas hold'em, vznikl ze 7 card stud (zkráceně 7CS), ten vznikl z 5 card stud a ten z 5 card draw pokeru. V poslední dobou je především na nejvyšších limitech velmi oblíbená varianta Omaha.

V Česku se ještě ojediněle hraje také varianta pokeru s 32 německými kartami podle pravidel v draw pokeru, kde four of a kind je nejhodnotnější kombinací.

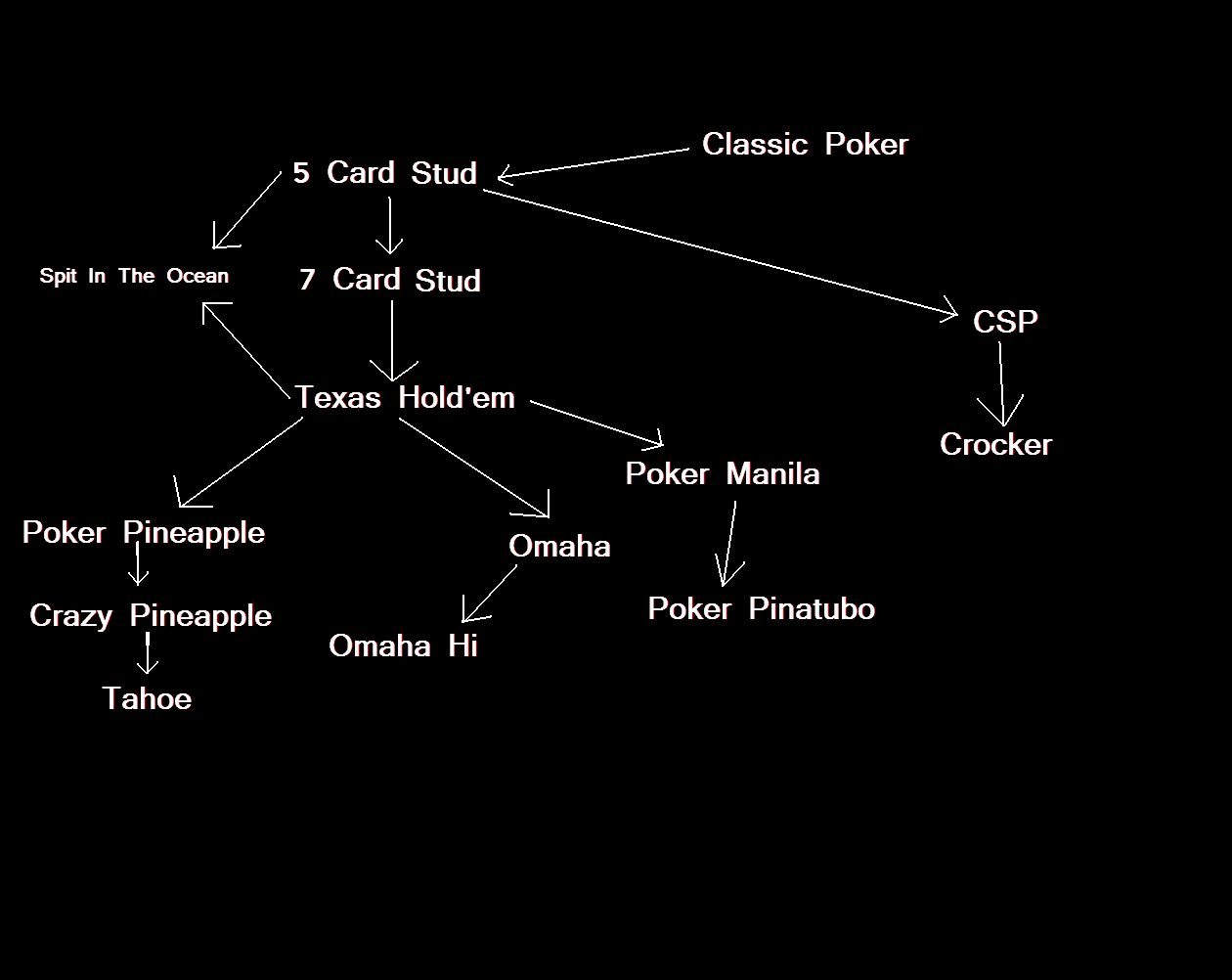
schéma vývoje pokeru

## Pravidla

### Texas hold'em
Dnes nejoblíbenější variantou této hry je Texas hold 'em. V této variantě dostává hráč do ruky dvě karty a na stůl se postupně vykládá pět společných karet.
Na začátku partie je vylosován dealer (rozdávající) a tato pozice se po každé hře posouvá o jedno místo ve směru hodinových ručiček. Hráč nalevo od dealera vkládá do hry small blind (malý blind, malou sázku naslepo), druhý hráč po levici dealera vkládá big blind (velký blind).
Poté, co hráči na blindech vloží své povinné sázky, rozdá dealer všem hráčům po dvou kartách, které vidí jenom jejich majitelé. Probíhá první sázkové kolo. První se rozhoduje hráč nalevo od velkého blindu a po něm postupně ve směru hodinových ručiček i ostatní. Hráči mohou dorovnat sázku (call), navýšit (raise) nebo své karty zahodit a do hry se nezapojit. Pokud ostatní hráči jen dorovnali povinné sázky, může hráč velkého blindu (big blind) checkovat (check) nebo navýšit sázky (raise).
Když skončí první sázkové kolo, dealer vyloží na stůl první tři společné karty (flop) a proběhne druhé kolo sázek. To probíhá podle stejných pravidel jako to předchozí, ale začíná se od hráče na malém blindu a ve hře není žádná povinná sázka, takže hráčům přibývá možnost checkovat (zůstat ve hře bez vsazení, pokud nikdo před nimi nevsadil). Poté, co je uzavřeno druhé kolo sázek, je na board vyložena čtvrtá společná karta (turn), proběhne další sázkové kolo a na stůl je vyložena poslední pátá společná karta (river). Proběhne poslední sázkové kolo podle stejných pravidel a zbývající hráči ve hře ukážou své karty (showdown). Majitel nejsilnější pokerové kombinace dostane všechny vsazené žetony (pot), v případě dvou nebo více stejně silných kombinací se pot dělí mezi jejich majitele (split pot). Hra může skončit i před showdownem, když jeden z hráčů dokáže přimět svými sázkami ostatní účastníky partie zahodit své karty.

### Omaha
Omaha má v podstatě totožná pravidla s variantou Texas hold'em, ale hráčům se rozdává po čtyřech kartách. Pětikaretní výherní kombinace se skládá ze dvou hráčových karet a třech společných karet na stole (boardu).

### 5-card draw
Rozdává se po pěti kartách, zbytek karet se odloží jako talon. Každý hráč se po prostudování karet rozhodne, zda bude hrát či nikoliv. Neúčast ve hře se hlásí slovem pass. Takový hráč odloží karty viditelně na stůl. Zbývající hráči vloží do banku základní vklad ve smluvené výši. Poté bankéř mění hráčům karty. Je možné vyměnit až tři karty, přičemž za každou kartu se do banku platí smluvený vklad.
Hráči během hry buď vložený vklad drží, nebo pasují. Mohou také nabídku zvýšit tím, že oznámí ostatním hráčům o kolik. Bank vyhrává hráč, který zůstane jako poslední ve hře. Pokud více hráčů drží své nabídky a již nezvyšují bank, ukazují své karty na stůl a porovnávají hodnoty svých listů. Při rovnosti hodnot jednoho nebo dvou párů rozhodují o vítězi karty, které jsou mimo spárované kombinace.

## Limity v pokeru
Limit (fixed limit)
Pokud se hraje poker s limitem, mohou hráči navýšit (raise) sázku maximálně třikrát v průběhu jednoho sázkového kola. Po třetím navýšení mohou zbývající hráči buď karty složit a ve hře skončit, nebo vyrovnat poslední sázku (call). Sázky a zvyšování sázek jsou vždy v částkách ekvivalentních výši povinných sázek (blinds). Např. pokud jsou povinné sázky 1 a 2, pak maximální zvýšení je 2.
Pokud již bylo dosaženo maximálního počtu sázek (3), pak je bank (pot) „zmrazen“. Až s novým sázecím kolem je opět povoleno třikrát zvýšit sázky.
Bez limitu (no limit)
V tomto typu her není žádný limit. Každý hráč může kdykoliv vsadit všechny svoje zbývající žetony. Nicméně minimální sázka se rovná výši spodního limitu hry (big blind).
Pokud má hráč A 12 000 žetonů a vsadí všechno, hráč B si může stále vsadit, ačkoliv mu zbývá pouze 5 000 žetonů. Hráč A v tomto případě dostane okamžitě zpět svých 7 000 žetonů, které vsadil, neboť tyto žetony zbudou po pokrytí částky 5 000 žetonů vsazených hráčem B.
Limit banku (pot limit)
Maximální částka, kterou může hráč vsadit, je rovna součtu částky peněz v banku v daném okamžiku a dvojnásobku spodního limitu hry (big blind). Příklad: první hráč je na tahu a povinné sázky (blinds) jsou 1 a 2, v banku jsou 3 další žetony. Pokud chce učinit maximální sázku, pak je to součet částky v banku (3) a dvojnásobku poslední sázky (v tomto případě spodní limit hry – big blind 2). Tedy celková sázka se rovná bank (3) + dvojnásobný big blind (4) = celkem (7).

## Způsoby hry
Cash game
V tomto způsobu si hráč může koupit chipy (herní žetony) podle toho, kolik uzná za vhodné. Většinou tyto hry jsou omezeny maximem a minimem možné koupě chipů. V těchto hrách každý chip znázorňuje reálné peníze, a proto není třeba čekat na vítěze, ale hráči mohou do hry libovolně vstupovat, ale také hru opouštět s tím že jsou vyplaceni podle toho, kolik chipů právě vlastní.
Sit&go (SnG)
V tomto způsobu po zaplacení jednotného startovného každý hráč získává stanovený počet chipů (herní žetony), s kterými může ve hře dále operovat. Hráči si sesedají většinou k jednomu stolu. SnG končí v momentu kdy jeden hráč vlastní všechny chipy ve hře. Existují ovšem i varianty (například Double or Nothing), kdy vítězí hned několik lidí najednou a vyhrávají stejnou předem danou částku bez ohledu na tom, kolik kdo aktuálně vlastní žetonů. Umístění hráčů je podle toho, jak postupně vypadávali ze hry, tedy neměli již žádné chipy. V SnG je specifické, že je vždy předem určeno kolik bude placených míst, ať už první jeden, první tři anebo více. Výhry prvního jsou většinou 3–5× větší než bylo zaplacení vstupu do SnG, pokud byl hrán na jednom stole.
Turnaje
Tento způsob hry se neliší moc od Sit&Go. Po zaplacení vstupního poplatku do hry hráči dostávají stanovený počet chipů a sesedají ke stolům. Hlavním rozdílem je, že turnaje jsou hrávány na více stolech, tudíž jsou hrány více hráči a výhry na prvních pozicích jsou mnohonásobně vyšší než zaplacení vstupu do turnaje.

## Pokerové strategie

### Semi-bluff
Strategie založená na vsazení (bet) nebo navýšení (raise) s předpokladem nedorovnání. Blafuje se s šancí zlepšit a sestavit co nejlepší kombinaci v budoucnu. Termín je používán v různých formách pokeru, včetně Texas hold'em a Omahy. Tato strategie má na rozdíl od čistého bluffu větší naději na výhru. Strategie byla poprvé zmíněna Davidem Sklanskym.

## Poker jako hra pravděpodobností
Poker je hra neúplných informací. Hráč nezná soupeřovy karty, ale na základě jeho chování během jednotlivých sázkových kol zařadí jeho karty do nějaké skupiny kombinací (tzv. range), kterou během partie postupně zužuje a volí takový způsob zahrání, který je proti soupeřově rangi z hlediska matematické pravděpodobnosti nejvýhodnější. Správné rozhodnutí nemusí být vždy výnosné v dané situaci, to ale neznamená, že není výnosné z dlouhodobého hlediska.
Poker bývá často označován jako hazardní hra, protože v něm z velké části rozhoduje prvek náhody. Zastánci pokeru jako dovednostní hry ale tvrdí, že prvek náhody je v dlouhodobém měřítku potlačen a na vzorku několika tisíc her už rozhodují dovednosti hráče. Tento fenomén se v pokeru (a v matematice) označuje jako variace.

### Pravděpodobnost sestavení jednotlivých kombinací při pěti vyložených kartách
- high card – 1 : 1
- one pair – 1 : 1,37
- two pairs – 1 : 20
- three of a kind – 1 : 46
- straight – 1 : 253,8
- flush – 1 : 507,8
- full house – 1 : 693,2
- four of a kind – 1 : 4 164
- straight flush – 1 : 72 192,33
- royal flush – 1 : 649 740

## Pokerové série v České republice

### European Poker Tour
Série European Poker Tour (EPT) byla založena v roce 2004, v prosinci 2007 byl v rámci čtvrté sezóny EPT odehrán i první turnaj v pražském hotelu Hilton. České hlavní město pak prosincovou zastávku EPT hostilo každý rok až do zániku série v roce 2016. Při obnovení značky byla Praha zařazena mezi pořadatelská města i pro rok 2018, EPT se do pražského Hiltonu vrátila v termínu od 6. do 18. prosince 2018.
Jediným českým hráčem, který dokázal zvítězit v pražských Main Eventech (hlavních turnajích) EPT, je Jan Škampa. Ten o měsíc dříve obsadil v Main Eventu EPT v portugalské Vilamouře 4. příčku, v prosinci 2009 pak nenašel přemožitele v pražském hlavním turnaji s buy-inem 5 250 €. V závěrečném duelu Škampa porazil Izraelce Eyala Avitana a získal vítěznou odměnu v hodnotě 682 000 €. V danou chvíli se jednalo o největší odměnu, kterou jakýkoli český hráč v živém pokerovém turnaji získal.

### World Series of Poker Europe
V roce 2016 podepsali zástupci rozvadovského kasina King's smlouvu, která jim zajistila pořadatelství nadcházejících dvou edicí festivalu World Series of Poker Europe (WSOPE) v letech 2017 a 2019. Premiéra World Series of Poker Europe v České republice se odehrála v termínu od 17. října do 10. listopadu 2017, v jejím rámci bylo odehráno na poměry WSOPE rekordních 11 turnajů, jejichž vítězové získali zlaté náramky.
Ve třech z těchto turnajů se podařilo zvítězit domácím hráčům, od počátku WSOP v roce 1970 přitom zlatý náramek získali pouze Tomáš Junek v roce 2012 a Artur Rudziankov v létě 2017.
Třetím českým majitelem náramku se stal Martin Kabrhel, který zvítězil v No limit Hold'em Super Turbo Bounty eventu se vstupním poplatkem 1 100 € a společně s náramkem získal odměnu 53 557 €. O další český triumf se postaral Lukáš Záškodný, který zvítězil v Pot limit Omaha 8-Max eventu vstupním poplatkem 2 200 €. Záškodný se stal prvním českým hráčem, který svůj náramek získal v turnaji hraném v jiné herní variantě, než je No limit hold'em. Pátým českým šampionem WSOP se stal Matouš Skořepa, který nenašel přemožitele v No Limit Hold'em Colossus eventu, ve kterém byl vstupní poplatek ve výši 550 € zaplacen v 4 115 případech. Za vítězství v nejpočetnějším hráčském poli v historii WSOPE Skořepa získal odměnu 270 015 €.
V hlavním turnaji festivalu se vstupním poplatkem 10 350 € bylo zaplaceno 529 vstupů, šampionem a majitelem hlavní odměny ve výši 1 115 207 € se stal Španěl Marti Roca de Torres. Čech Michal Mrakeš byl v Main Eventu vyřazen na 14. místě s odměnou 46 594 €. Jedná se o nejlepší výsledek, kterého český hráč v historii Main eventů WSOPE dosáhl.
Během jedenácti náramkových turnajů bylo v Rozvadově napočítáno 7 689 registrací a v prizepoolech se sešlo 25 442 796 €.

### Česká Pokerová Tour
Česká Pokerová Tour (zkráceně ČPT) je pokerová turnajová série, která se od roku 2008 koná v kasinech a poker roomech na území České republiky. Česká Pokerová Tour je nejstarší nepřetržitě fungující českou turnajovou sérií. Hlavním mediálním partnerem ČPT je Česká televize, která na svém programu ČT Sport pravidelně vysílá záznamy finálových klání. Hlavní turnaje ČPT, Main Eventy, jsou odehrány v pokerové variantě No limit hold’em. Jubilejní stý Main Event se uskutečnil v říjnu roku 2016 na pražských Lukách a bylo v něm zaplaceno 850 buy-inů, jeho šampion Adam Husák získal odměnu 433 620 Kč.
První Main Event ČPT se odehrál v Casinu Černigov v Hradci Králové v termínu od 14. do 19. března 2018.